# Empe
Empe est un village appartenant à la commune néerlandaise de Brummen. Le 1er janvier 2007, le village comptait 685 habitants.